# Popsicle
Popsicle — фруктовый лёд марки Good Humor-Breyers, выпускаемый с 1922 года.

## История
В 1905 году в Окленде, штат Калифорния, 11-летний Фрэнсис Уильям «Фрэнк» Эпперсон (англ. Francis William «Frank» Epperson) смешивал порошкообразный ароматизатор для безалкогольных напитков с водой. Он случайно оставил его на заднем крыльце на ночь, держа в нём палочку для перемешивания. В ту ночь температура упала ниже нуля, а на следующее утро Эпперсон обнаружил, что напиток замёрз до состояния палочки, что натолкнуло на мысль о «мороженом» (англ. «popsicle») с фруктовым вкусом.
В 1922 году Эпперсон представил это творение на огненном балу, где, согласно сообщениям, оно стало «сенсацией» (англ. «a sensation»). В 1923 году Эпперсон начал продавать порции фруктового льда публике в парке развлечений Neptune Beach в Аламиде, штат Калифорния. К 1924 году Эпперсон получил патент на свою «замороженную кондитерскую фабрику» (англ. «frozen confectionery»), которую он назвал «the Epsicle ice pop». Он переименовал фабрику в Popsicle якобы по настоянию своих детей. Первоначально десерт продавался с фруктовым вкусом как «замороженный напиток на палочке» (англ. «frozen drink on a stick»).
Через полгода после получения патента на эскимо бренд Good Humor подал в суд на корпорацию Popsicle. К октябрю 1925 года стороны урегулировали спор во внесудебном порядке. Бренд Popsicle согласился заплатить бренду Good Humor лицензионный сбор за производство так называемых замороженных присосок из льда и щербета. Бренд Good Humor оставляет за собой право производить эти продукты из мороженого, замороженного заварного крема и тому подобного.
В 1925 году Эпперсон продал права на Popsicle компании Joe Lowe Company из Нью-Йорка, которая создала дочернюю компанию под названием Popsicle Industries для продажи продукта. «Я был в тупике и мне пришлось ликвидировать все свои активы» (англ. «I was flat and had to liquidate all my assets»), — вспоминал он годы спустя. «С тех пор я уже не был прежним» (англ. «I haven't been the same since»).
В 1965 году бренд Popsicle Industries был продан компании Consolidated Foods Corporation (позже переименованной в «Sara Lee»).
К 1986 году Сара Ли (англ. Sara Lee) изо всех сил пыталась вывести Popsicle на прибыльность, поэтому компания продала американские операции Popsicle Industries компании Gold Bond Ice Cream Company в Грин-Бей, штат Висконсин.
В 1987 году Сара Ли продала канадское подразделение Popsicle Industries компании AmBrit Inc. В 1990 году компания Empire of Carolina купила канадское подразделение Popsicle Industries у Ambrit Inc.
В 1989 году дочернее подразделение Good Humor компании Unilever купило права на бренд Popsicle в США у Gold Bond и объединило операции Popsicle Industries в США в своё подразделение Good Humor-Breyers.
В 1993 году компания Unilever купила корпоративные активы Isaley Klondike у Empire of Carolina, которые включали бренд эскимо Klondike и канадские операции Popsicle Industries. Таким образом, бренд Popsicle вновь объединился на рынках Канады и США в рамках подразделения Good Humor-Breyers.